# Tankeng-Talsperre
Die Tankeng-Talsperre steht am Xiao Xi (chin. für „Bach“), einem Zufluss des Ou Jiang, im Kreis Qingtian der chinesischen Provinz Zhejiang. Er liegt 24 km westlich des Hauptortes und Sitzes der Kreisregierung. Das Absperrbauwerk ist ein 162 m hoher CFR-Staudamm, der Stausee beinhaltet 4190 Millionen m³.
Der Hauptzweck der Anlage ist Wasserkraftgewinnung, aber sie dient auch dem Hochwasserschutz, der Bewässerung und dem Tourismus. Das Wasserkraftwerk verfügt über 3 Francis-Turbinen und Generatoren von je 200 MW mit einer Gesamtnennleistung von 600 MW. Die Talsperre wurde in den frühen 1980ern geplant und 2003 wurde mit dem Bau begonnen. Im April 2008 begann der Einstau und am 15. August 2008 ging der erste Generator in Betrieb, der zweite am 12. Januar 2009 und der dritte am 10. Juli 2009.